# 金星站 (成都市)
金星站是成都地铁19号线的一座高架车站，也是北端终点站，于2020年12月18日启用。车站位于温江区万春镇生态大道踏水段星艺大道口西北侧。
本站因车站位于金星村而得名，正式命名前曾使用工程名为“易园站”。

## 车站结构
本站为地上二层岛式车站。轨道自本站后接入永义车辆段。站后高架桥预留延伸条件，同时西侧预留成都市域铁路S9线车站建设条件。
| 地上二层                   | 站台 | \| \| \| 19号线下客站台 \| \| 島式 · 開左邊车门 · 等候室 \| \| \| \| \| \| 19号线往天府机场北[註 1]（黄石） \| |
| 地面                       | 站厅 | 出口A/B/C/D 自助购票 客服中心 无障碍卫生间                                                                     |
|                            |      | 19号线下客站台                                                                                                 |
| 島式 · 開左邊车门 · 等候室 |      | |
|                            |      | 19号线往天府机场北（黄石）                                                                                     |

## 出入口
本站目前开放4个出入口。
|          |                          |      |  |
| 编号     | 指示                     | 照片 |  |
|          | 生态大道镇子段           |      |  |
| 出口 · B | 星艺大道、生态大道踏水段 |      |  |
| 出口 · C | 柳金路、生态大道踏水段   |      |  |
| 出口 · D | 生态大道镇子段           |      |  |

## 车站周边
- 易园
- 幸福田园景区

## 历史
- 2020年12月18日，作为17号线车站启用。
- 2023年9月22日，17号线与19号线拆分，金星站随所在区间划归19号线，车站编号由1701改为1901。